# シカゴ植物園
シカゴ植物園（シカゴしょくぶつえん、Chicago Botanic Garden）は、アメリカ合衆国イリノイ州のクック郡にある植物園。
シカゴの北35キロメートル、グレンコー村に位置している。クック郡が所有し、シカゴ園芸協会が運営している。
植物園の面積は156ヘクタール。行政上は郡の自然保護区の中にある。スコーキー川流域の湿地帯にあり水面積の割合が高い。
シカゴ植物園は景観を重視した庭園型植物園であり、学術的な役割は比較的小さい。テーマ別に分かれた27の庭園があり、その中には日本庭園も含まれる。

## ギャラリー

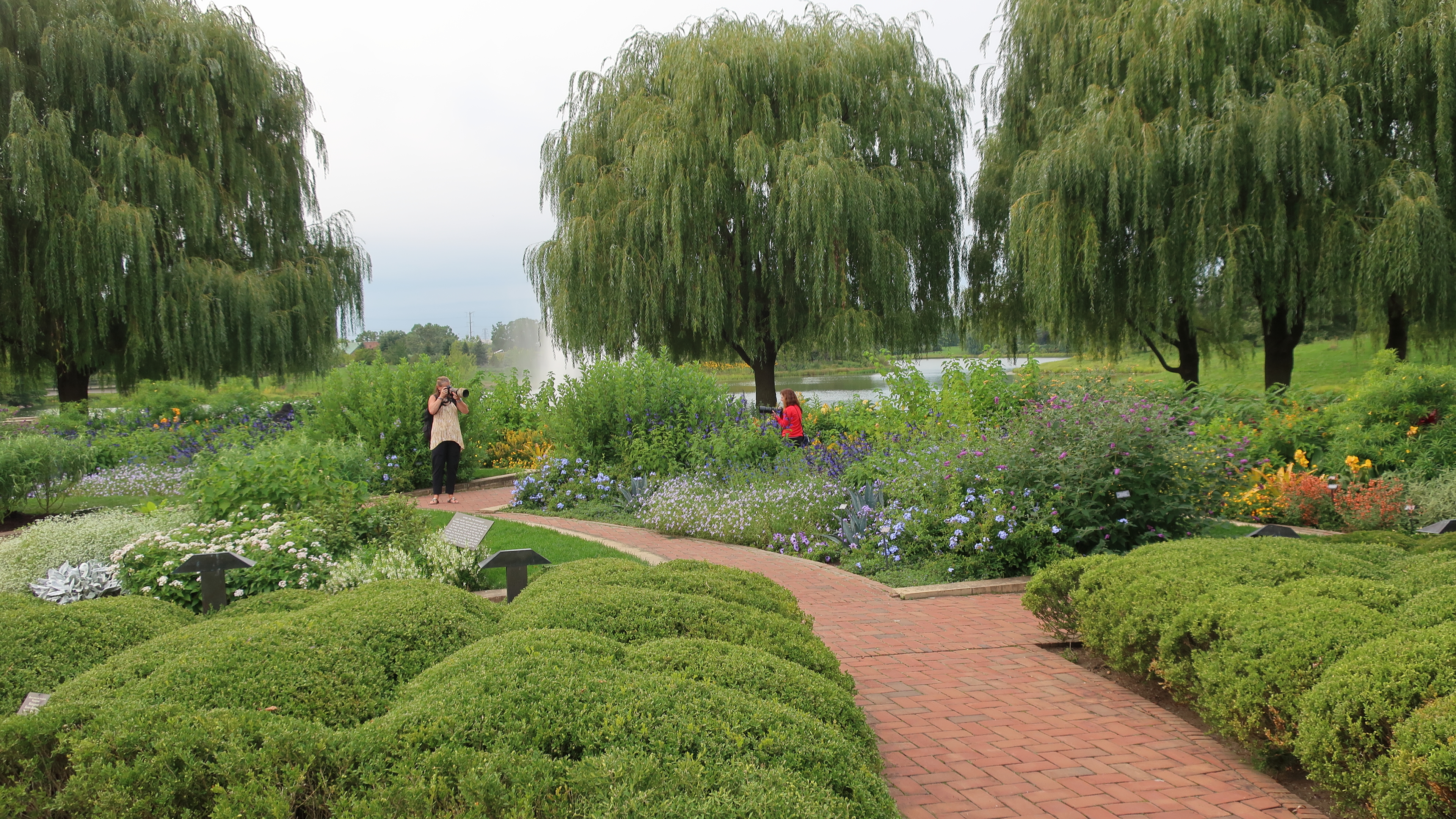
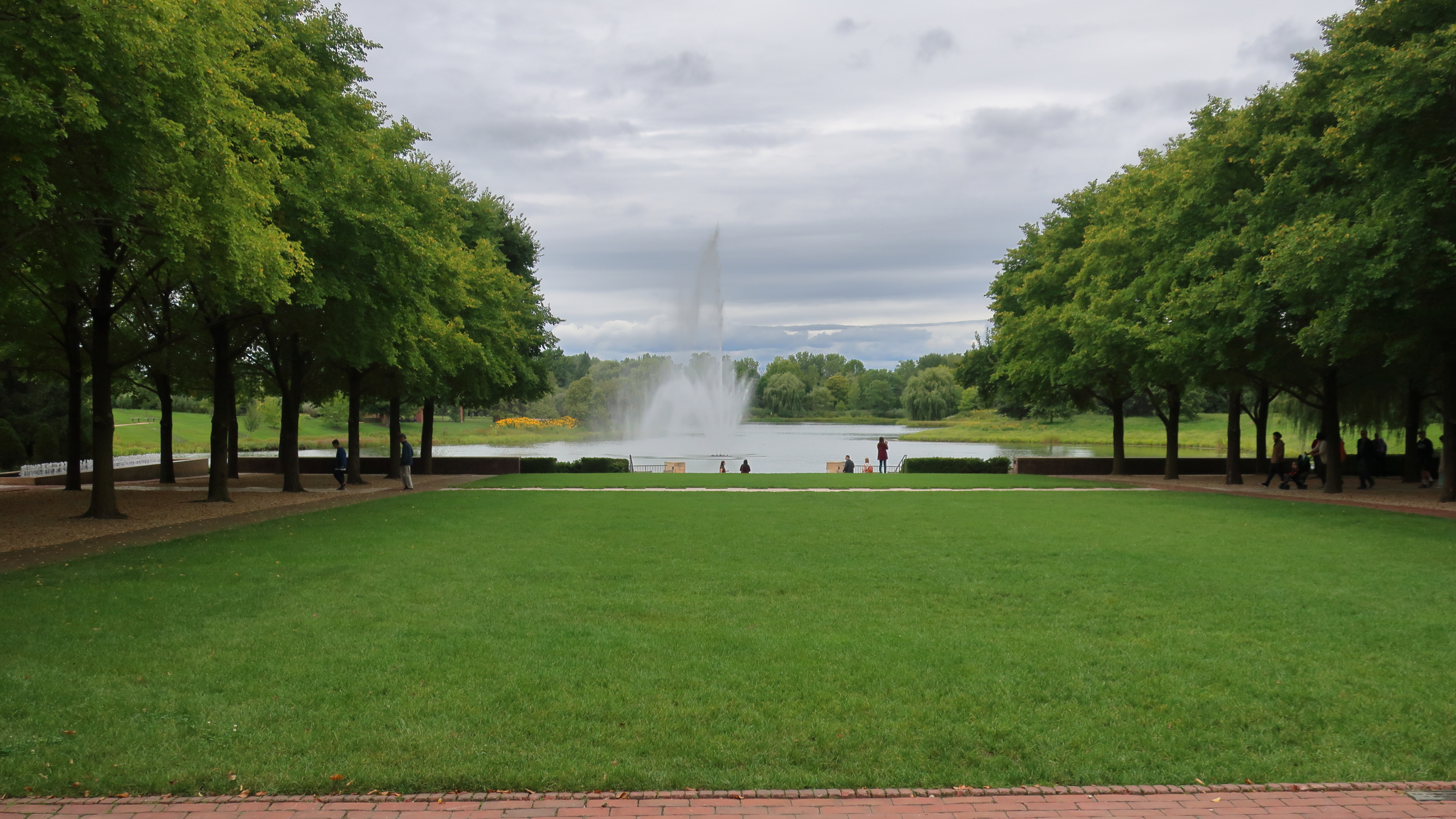
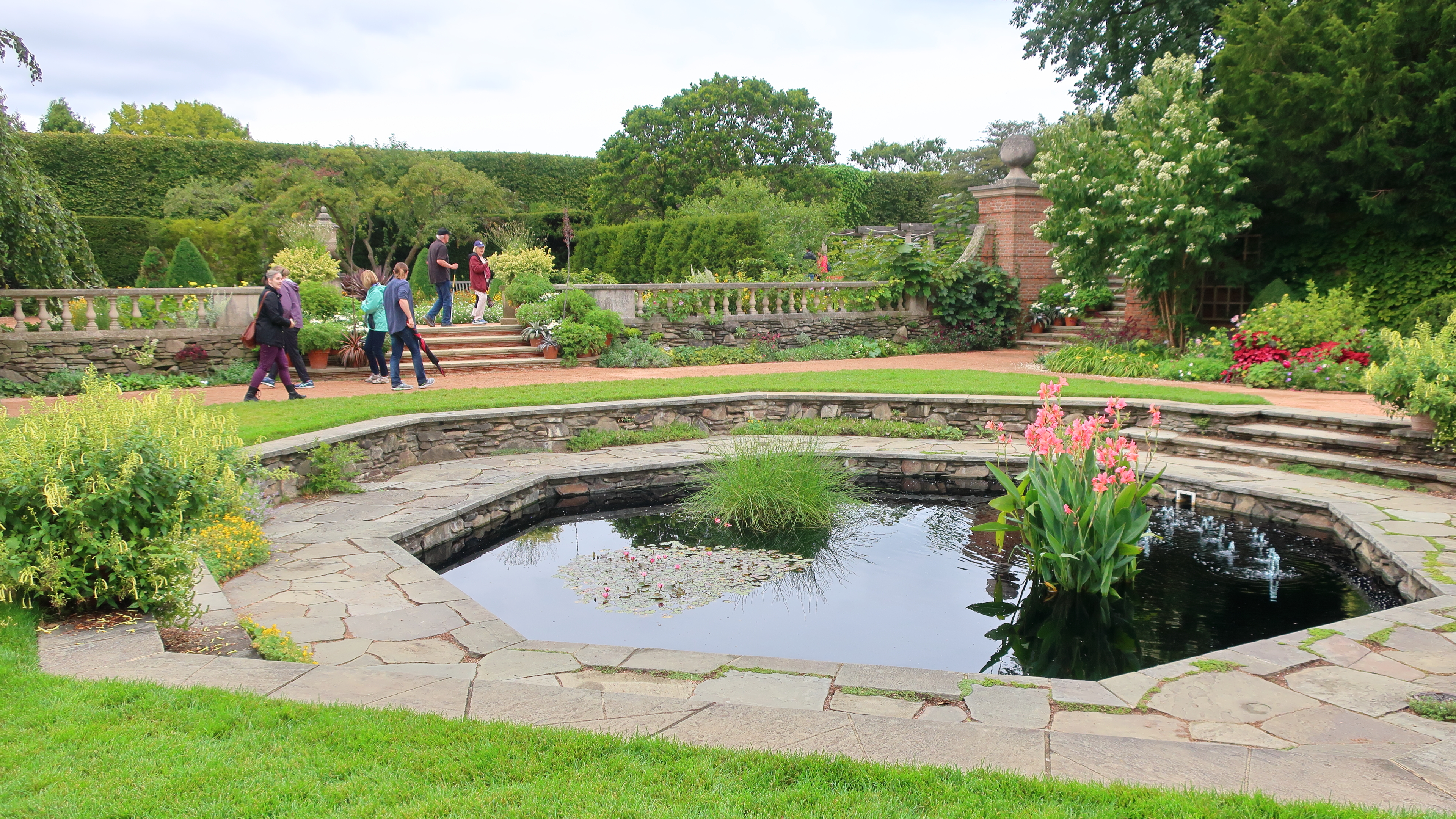
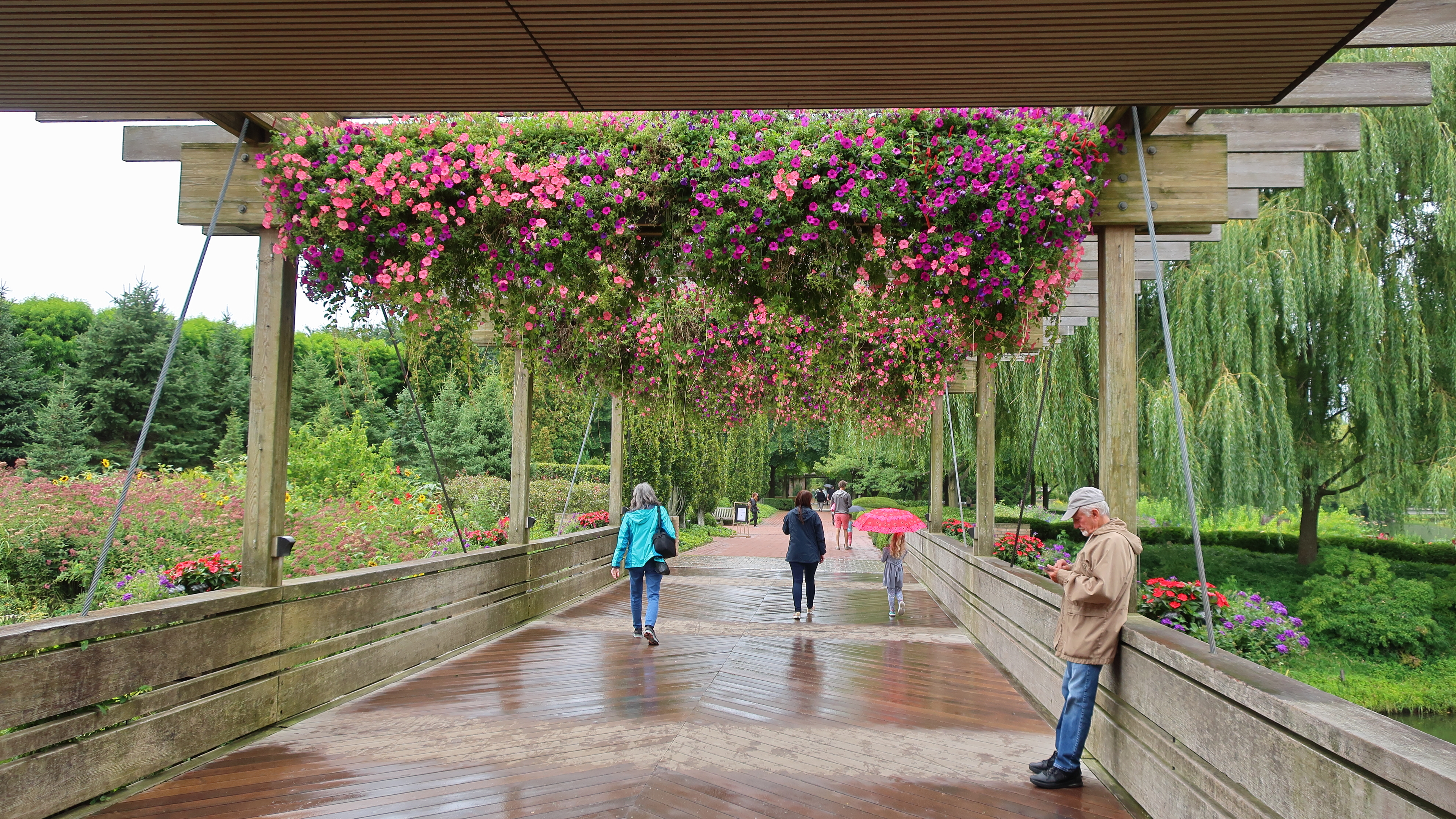
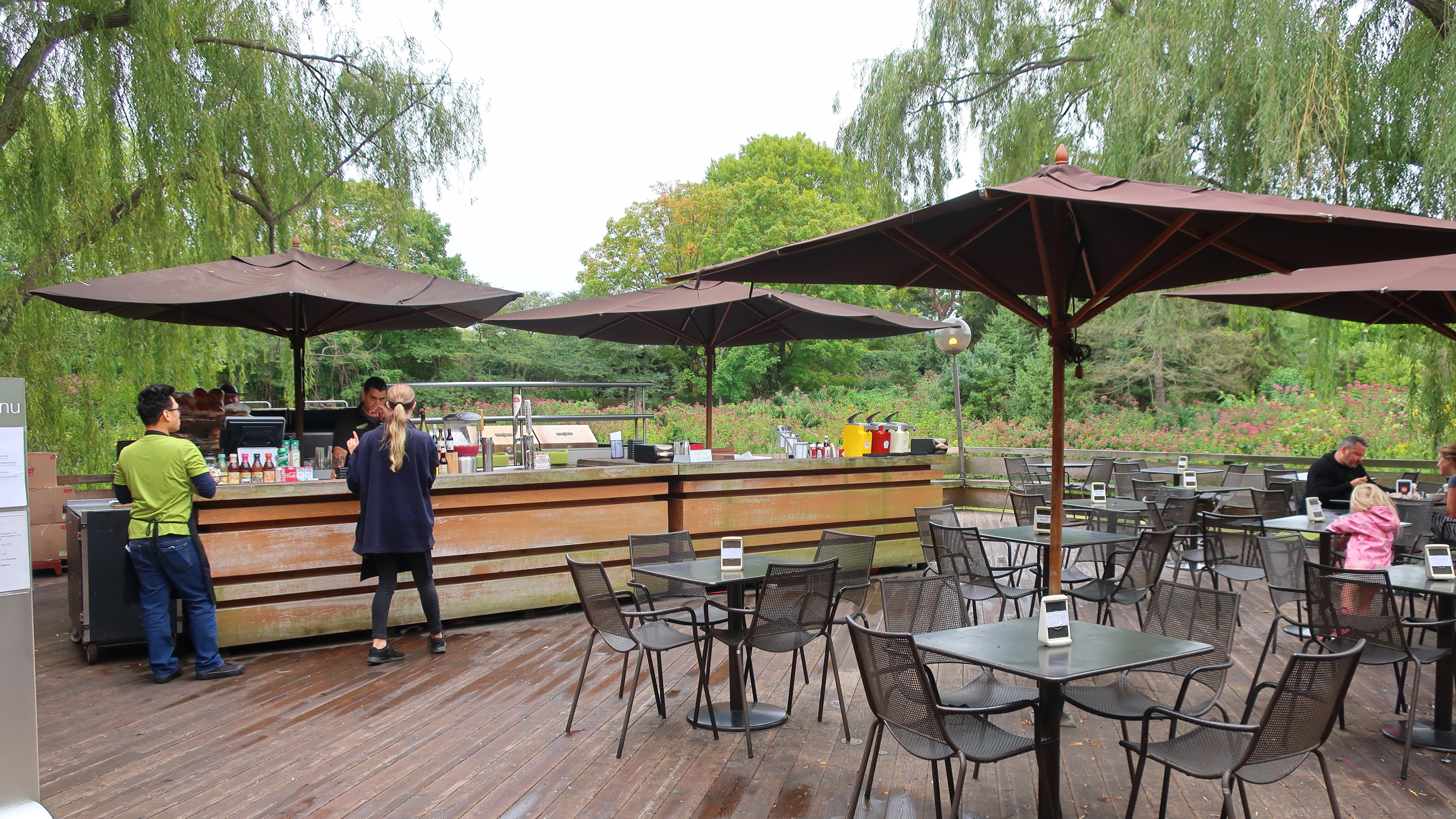
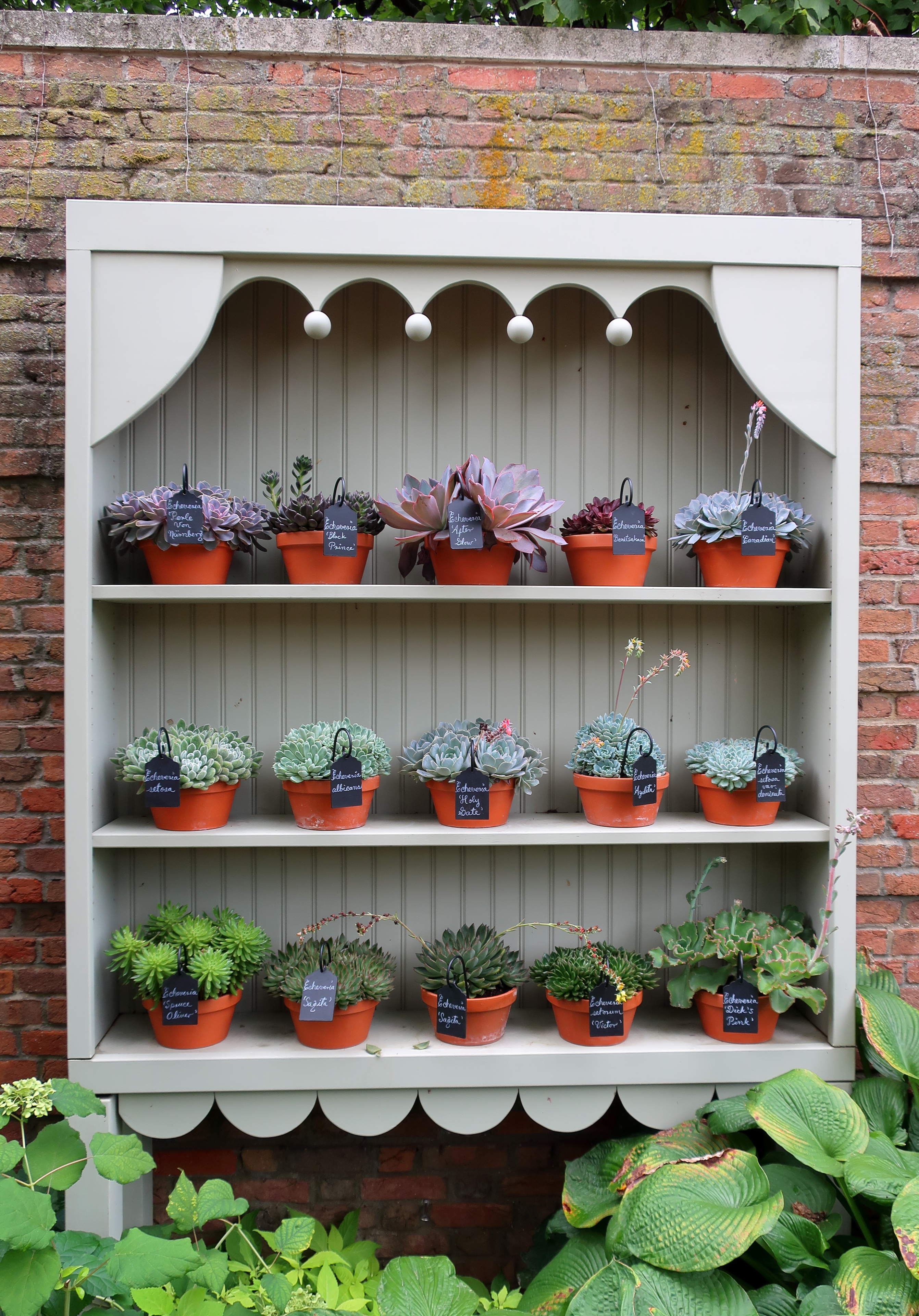